# Politico
Politico (oprindeligt The Politico; egen skrivemåde: POLITICO) er et amerikansk politisk medieselskab med hovedsæde i Arlington County, Virginia, der dækker forskellige politiske emner både i og omkring USA og internationalt. Det blev stiftet i januar 2007 af John Harris og Jim VandeHei, der begge, indtil opstarten af POLITICO, havde været journalister på The Washington Post.
Selskabet dækker både emner som lobbying, medier, USA's Kongres, regering og præsidentembede i deres amerikanske avis POLITICO, magasin POLITICO Magazine og amerikanske hjemmeside, og dækker derudover diverse emner omhandlende national politik i europæiske lande og EU-politik gennem deres publikation europæiske POLITIO Europe og tilhørende hjemmeside.
I 2021 blev det opkøbt for angiveligt over 1 milliard USD af Axel Springer SE, en tysk nyhedsudgiver og medievirksomhed.